# 宝池寺
宝池寺（ほうちじ）は、大阪府茨木市大字忍頂寺にある融通念仏宗の寺院。山号は竜王山（りゅうおうざん）。開基は大念仏寺の僧・辯応。本尊は、釈迦牟尼如来。竜王山の山頂近くにある。

## 歴史

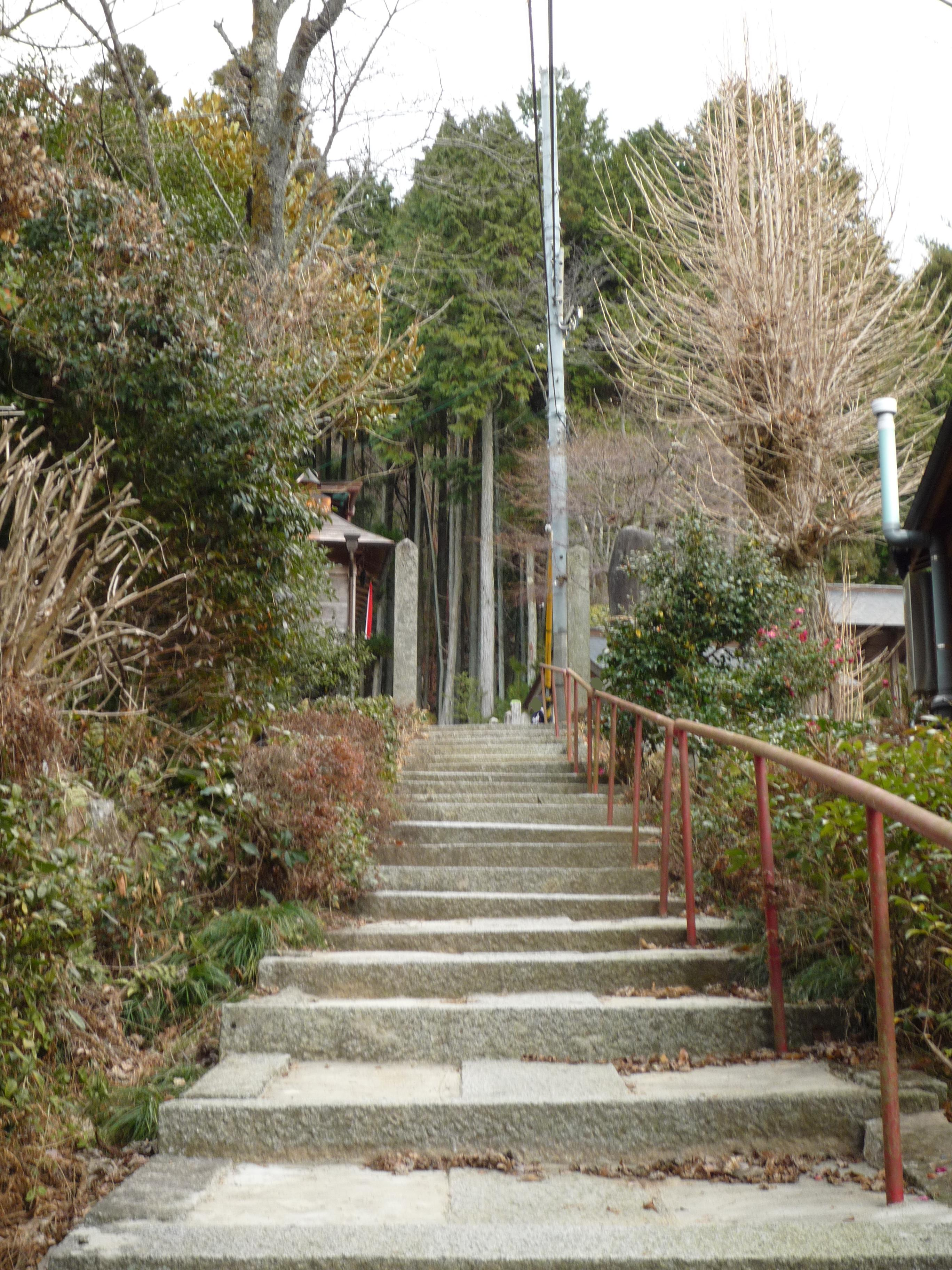
参道
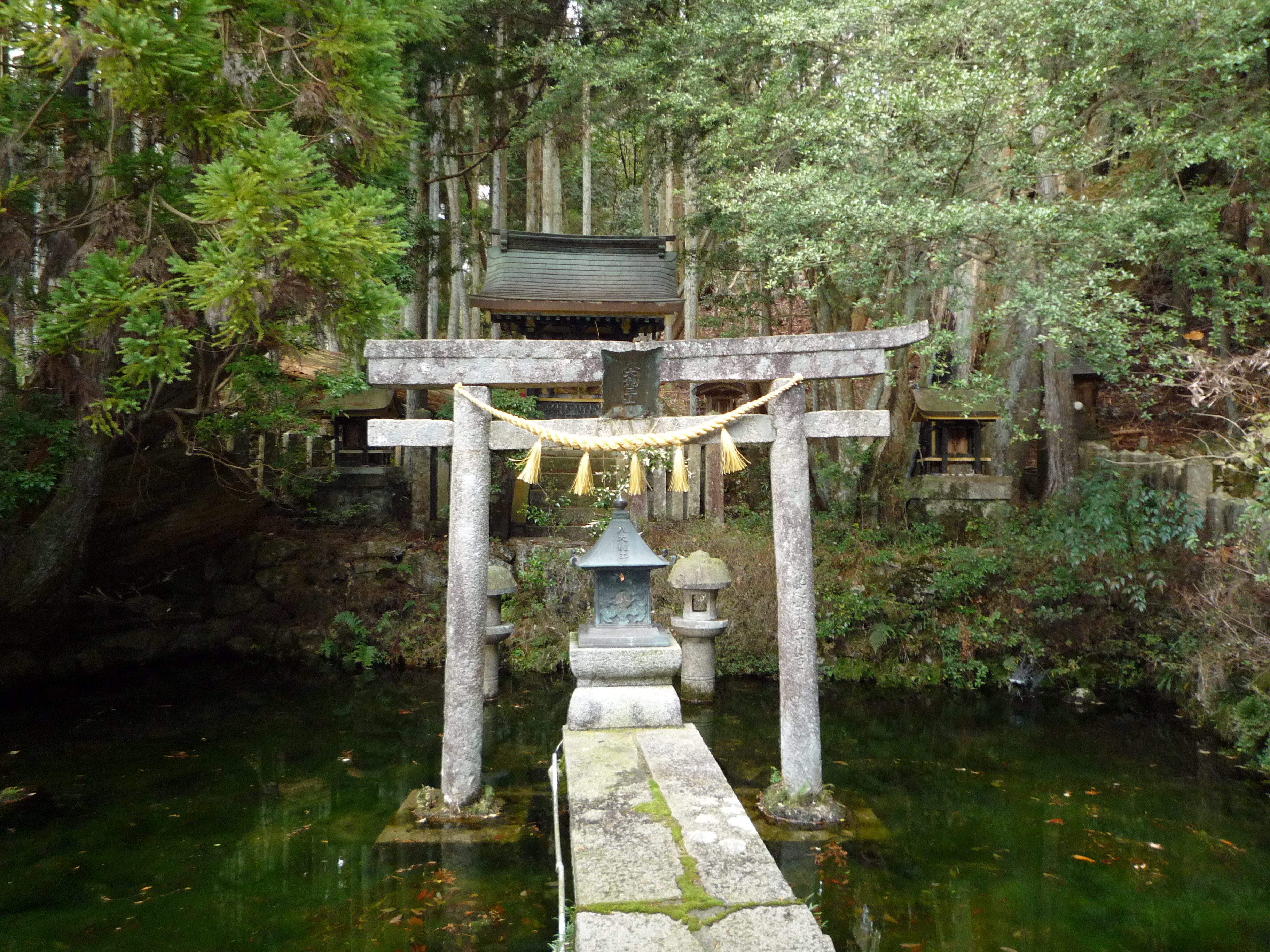
宝亀年間（715年 – 716年）の頃、畿内一帯が大干ばつの時に開成皇子が来山して池を掘り、八大竜王を召請したことにより、背後に控える山を竜王山と呼ぶようになった。そして建てられたのが、境内にある八大竜王宮である。
- 宝池寺自体が建立されたのは、安永3年（1774年）、大念仏寺の僧・辯応によってである。[1]。
- 近年は無住の期間を経て修験道の山でもある縁もあり、現在は尼僧が住職となっている。護摩を復活させるなどしている。

## 伽藍
- 本殿
- 玉白大神碑
- 金高竜王・白髯大神碑
- 八大龍王碑
- 金龍龍神碑
- 白髯龍王碑
- 小八木杦龍王碑
- 地蔵尊
- 延命地蔵尊
- 白龍大神
- 久寿玉龍神
- 弘法大師

- 参道
- 八大竜王宮

## アクセス
- JR茨木駅、阪急京都本線茨木市駅から忍頂寺経由余野行き81系統・181系統バス乗車、忍頂寺バス停下車、竜王山山頂方向へ徒歩。
- 自動車の場合は大阪府道1号茨木摂津線の忍頂寺小学校前バス停付近から林道竜王山線へ進むと、宝池寺のすぐ手前まで入ることができる。